# زهرة طالب
| مكان الوفاة = صنعاء، اليمن
| ألقاب أخرى =
| أدوار مهمة =
| سينما =
| تلفزيون =
| مسرح =
| إذاعة =
| سنوات العمل = ~1970 - 1994
| الزوج = سالم عدنان
| الزوجة =
| الأبناء =
| الوالدان =
| صفحة شخصية =
| جوائز =
| قاعدة السينما =
}}
زهرة طالب ممثلة يمنية قديرة، تعتبر من رواد الفنانين اليمنيين وأوائل الكادر النسائي في مجال التمثيل.

## سيرتها الذاتية
هي زهرة طالب عبد الله أحمد العوذلي، كاتبة ومذيعة وممثلة وممرضة يمنية ولدت في مدينة عدن في العام 1945، هاجر أبوها من مدينة عدن إلى الكويت، وانقطعتْ أخباره؛ فانتقلت مع أمها إلى مدينة صنعاء ، وتعلمت التمريض، ثم سافرت إلى مصر، والتحقت بدورة في التمريض، ثم عادت إلى مدينة صنعاء .
عملت ممرضة في إحدى مستشفيات مدينة صنعاء ثم انتقلت إلى إذاعة صنعاء، فعملت كاتبة، ومذيعة، وممثلة، واشتهرت بتقديم البرامج الترفيهية؛ مثل: (بريد المستمعين)، و(الأسرة)، و(من كل بستان زهرة)، تزوجت بالمذيع الطيار (سالم عدنان)، وأنجبت له عددًا من الأبناء.
اشتركت في كثير من المسلسلات الإذاعية والتلفزيونية، وشاركت في تأسيس فرقة المسرح اليمني التابعة لوزارة الإعلام، كما شاركت في عدد من المسرحيات، ومثلت اليمن في مهرجان الشباب العربي الأول في الجزائر عام 1972، ومهرجان الشباب العربي في المغرب عام 1986.
توفيت زهرة طالب سنة 1994 في مدينة صنعاء.

## من أعمالها
- الفجر (مسلسل)
- حكاية سعدية (مسلسل)
- مسلسل وريقة الحنا